# Caymanöarnas damlandslag i fotboll
Caymanöarnas damlandslag i fotboll representerar Caymanöarna i fotboll på damsidan. Dess förbund är Cayman Islands Football Association (Caymanöarnas fotbollsförbund).